# Palazzo Dentamaro
Il Palazzo Dentamaro è palazzo storico di Bari, sito nei pressi della Basilica di San Nicola. A pianta irregolare, il grande edificio presenta una soluzione angolare e si compone di un pianoterra e due piani. Al secondo piano, un elegante loggiato composto da tre archi a tutto sesto riflette una ricerca di soluzioni comune ad altri palazzi nobiliari pugliesi.

## Storia
L'edificio si inserisce in un contesto storico-sociale che vede partecipe la classe aristocratica cittadina. Tuttavia la società conosceva un nuovo protagonista, un ceto dedito al commercio, egemone in questo processo di trasformazione e riconosciuto con la riforma del 1798 come nuovo ceto , che pian piano poneva le basi per una sostituzione del ceto nobiliare. Quest'ultimo tuttavia mostrava i propri valori, interessi e formazione culturale. Valori espressi anche nelle strutture architettoniche che nel tessuto urbano contraddistinguono i palazzi nobiliari. Palazzo Dentamaro come altri palazzi all'interno della città trovano in queste esigenze la loro spiegazione. Ogni dettaglio architettonico ed artistico ha un preciso scopo cioè quello di comunicare lo status della famiglia e i valori in cui essa si identificava.

## Descrizione
Il prospetto principale, che si affaccia su strada San Luca presenta un grande portale di accesso: un portale ad arco caratterizzato dall'alternanza di bugne piane e coppie di bugne a punta di diamante. L'arco a tutto sesto individua due triangoli decorati con due formelle che presentano due globi cruciferi simbolo della cristianità e due inscrizioni: a sinistra "Ave spes unica" e a destra "Per quam redemptum sum". Nella volta si distingue una bugna a chiave di volta caratterizzata dallo stemma decorativo. Il fregio superiore reca un altorilievo raffigurante la madonna con il bambino e l'inscrizione "Sub tuum praesidium sancta dei genitrix".
Internamente, si accede ad un grande andito il quale conduce al cortile nel quale si affaccia una scala in elegante loggiato a due ordini, attraverso il quale si giunge all'alloggio. Essa è suddivisa in due piani: il piano terra e formato da tre archi impostati su pilastri quadri a bugne: dei tre archi solo quello centrale dà accesso alla scalinata, i due laterali sono dotati di cancellata.
Al primo piano ci sono altri tre archi impostati su colonne tuscaniche. Va segnalata inoltre la presenza, in una nicchia, di un affresco raffigurante una scena di Visitazione, con la Vergine, Elisabetta, san Zaccaria e san Giuseppe. La decorazione del solaio ligneo è effettuata con tempere e datata alla fine dell'Ottocento e gli inizi del Novecento e prevede motivi floreali, formelle geometriche e motivi decorativi ad andamento curvilineo intrecciato. Lo stemma come arredo significante e segno del potere, costituisce uno degli elementi rilevanti ad identificare i palazzi nobiliari, e rappresenta non solo il committente ma anche valori morali.